# Persone di nome João/Calciatori
| Questa pagina contiene informazioni ricavate automaticamente dalle voci biografiche con l'ausilio del template Bio e di un bot. L'aggiornamento è periodico e automatico e ricostruisce completamente la pagina. Se manca una persona in questa lista, sei pregato di non aggiungerla, ma accertati piuttosto che la sua voce biografica contenga il template Bio e che i dati anagrafici siano correttamente compilati. Se il template Bio manca, inseriscilo tu stesso o, in alternativa, metti l'avviso {{tmp\|Bio}} che ne segnala la mancanza. Se i dati riportati sono sbagliati, correggi direttamente la voce biografica; le modifiche saranno visibili in questa lista entro pochi giorni. Per chiarimenti vedi il progetto antroponimi. La lista contiene solo le 214 persone che sono citate nell'enciclopedia e per le quali è stato implementato correttamente il template Bio. Pagina aggiornata al 6 ago 2025. |

Questa è una lista di persone presenti nell'enciclopedia che hanno il nome João e sono calciatori.

## A(17)
- João Oliveira, calciatore svizzero (Nyon, n. 1996)
- Kikas, calciatore portoghese (Castelo Branco, n. 1998)
- João Amorim, calciatore portoghese (Ribeirão, n. 1992)
- João Henrique de Andrade Amaral, ex calciatore brasiliano (San Paolo, n. 1981)
- João Paulo Andrade, ex calciatore portoghese (Leiria, n. 1981)
- Yamba Asha, ex calciatore angolano (n. 1976)
- João Aurélio, calciatore portoghese (Beja, n. 1988)
- João Pedro Azevedo Silva, ex calciatore portoghese (Trofa, n. 1987)
- João Azevedo, calciatore portoghese (Barreiro, n. 1915 - Barreiro, † 1991)
- Caetano, calciatore brasiliano (Rio de Janeiro, n. 1999)
- João Carvalho, calciatore portoghese (Castanheira de Pera, n. 1997)
- João Coimbra, ex calciatore portoghese (Santa Comba Dão, n. 1986)
- João Correia, calciatore portoghese (Setúbal, n. 1996)
- João Dias, ex calciatore portoghese (Braga, n. 1986)
- João Pedro, calciatore portoghese (Guimarães, n. 1993)
- João Silva, calciatore portoghese (Braga, n. 1999)
- Talocha, calciatore portoghese (Vila Nova de Famalicão, n. 1989)

## B(12)
- João Baptista Robalo, calciatore capoverdiano (n. 1983)
- João Simões, calciatore portoghese (Portimão, n. 2007)
- João Carlos Barros Lopes, calciatore brasiliano (Campo Erê, n. 2001)
- João Basso, calciatore brasiliano (Curitiba, n. 1997)
- João Batista Casemiro Marques, ex calciatore brasiliano (Cataguases, n. 1975)
- João Belo, calciatore portoghese (n. 1910 - † 1960)
- João Figueiredo, calciatore brasiliano (San Paolo, n. 1996)
- João Marcos, calciatore brasiliano (Botucatu, n. 1953 - Botucatu, † 2020)
- João Martins, calciatore portoghese (Sines, n. 1927 - † 1993)
- João Moutinho, calciatore portoghese (Lisbona, n. 1998)
- João Novais, calciatore portoghese (Vila Nova de Gaia, n. 1993)
- João Teixeira, calciatore portoghese (Amora, n. 1994)

## C(10)
- João Paulo Brito, ex calciatore portoghese (Olhão, n. 1974)
- João Carlos Cardoso Santo, calciatore brasiliano (Coaraci, n. 1995)
- João Lucas Cardoso, calciatore brasiliano (Bela Vista do Paraíso, n. 1991)
- João Victor, calciatore brasiliano (Recife, n. 1997)
- João Dickson Carvalho, ex calciatore brasiliano (San Paolo, n. 1952)
- João Cancelo, calciatore portoghese (Barreiro, n. 1994)
- JP Chermont, calciatore brasiliano (Bauru, n. 2006)
- João Afonso Crispim, calciatore brasiliano (Criciúma, n. 1995)
- João Patrão, ex calciatore portoghese (Esposende, n. 1990)
- Preguinho, calciatore brasiliano (Rio de Janeiro, n. 1905 - Rio de Janeiro, † 1979)

## D(36)
- João Justino Amaral dos Santos, calciatore brasiliano (Campinas, n. 1954 - San Paolo, † 2024)
- João Batista da Silva, ex calciatore brasiliano (Porto Alegre, n. 1955)
- Belfort Duarte, calciatore, allenatore di calcio e dirigente sportivo brasiliano (São Luís, n. 1883 - Campo Belo, † 1918)
- Johnny Cardoso, calciatore statunitense (Denville, n. 2001)
- Costinha, calciatore portoghese (Póvoa de Varzim, n. 2000)
- João Cruz, calciatore portoghese (n. 1915 - † 1981)
- João De Oliveira, calciatore portoghese (n. 1906)
- João Paulo di Fábio, ex calciatore brasiliano (São Carlos, n. 1979)
- Paulinho, calciatore portoghese (Barcelos, n. 1992)
- João Diogo, ex calciatore portoghese (Funchal, n. 1988)
- Dondinho, calciatore brasiliano (Campos Gerais, n. 1917 - Santos, † 1996)
- João Miguel Duarte Afonso, ex calciatore portoghese (Lisbona, n. 1982)
- Fio Maravilha, ex calciatore brasiliano (Conselheiro Pena, n. 1945)
- João Gabriel da Silva, ex calciatore brasiliano (Boa Esperança, n. 1984)
- João Gamboa, calciatore portoghese (Póvoa de Varzim, n. 1996)
- João Gonçalves, ex calciatore portoghese (Amadora, n. 1988)
- Jô, calciatore brasiliano (San Paolo, n. 1987)
- João Carlos, ex calciatore brasiliano (Sete Lagoas, n. 1972)
- João Pedro Geraldino dos Santos Galvão, calciatore brasiliano (Ipatinga, n. 1992)
- João Jurado, calciatore portoghese (Cacilhas, n. 1906 - † 1974)
- João Soares da Mota Neto, ex calciatore brasiliano (Fortaleza, n. 1980)
- João Paulo da Silva Araújo, calciatore brasiliano (Natal, n. 1988)
- João da Rocha Ribeiro, ex calciatore portoghese (Porto, n. 1987)
- João Vicente da Nova, calciatore portoghese (n. 1907 - † 1989)
- João Victor, calciatore brasiliano (Bauru, n. 1998)
- João Paulo da Silva, calciatore brasiliano (Curitiba, n. 1985)
- João Victor da Vitória Fernandes, calciatore brasiliano (Guarapari, n. 1997)
- João Lucas, calciatore brasiliano (Belo Horizonte, n. 1998)
- Klauss, calciatore brasiliano (Criciúma, n. 1997)
- João Pedro, calciatore brasiliano (Goiânia, n. 2005)
- João Leonardo de Paula Reginato, calciatore brasiliano (Campinas, n. 1985)
- João Gabriel da Silva Teles, calciatore brasiliano (Aracaju, n. 1992)
- Tomás Cruz, calciatore lussemburghese (Porto, n. 2005)
- Bitello, calciatore brasiliano (Formosa do Oeste, n. 2000)
- João Victor de Souza Menezes, calciatore brasiliano (Mauá, n. 2006)
- João Santos, calciatore portoghese (Setúbal, n. 1909)

## E(5)
- João Elias, ex calciatore ruandese (Cabinda, n. 1973)
- João Tomé, calciatore portoghese (Lisbona, n. 2003)
- João Erick, calciatore brasiliano (Jaboatão dos Guararapes, n. 1998)
- João Costa, calciatore brasiliano (Umuarama, n. 2005)
- João Cesco, calciatore brasiliano (Umuarama, n. 2001)

## F(13)
- João Bachi, calciatore portoghese (Sintra, n. 1998)
- Bigode, calciatore brasiliano (Belo Horizonte, n. 1922 - Belo Horizonte, † 2003)
- João Batista Faria, calciatore brasiliano (Nova Friburgo, n. 1946 - † 2008)
- João Fajardo, ex calciatore portoghese (Lisbona, n. 1978)
- João Barros, calciatore portoghese (Porto, n. 2006)
- João Paulo Ferreira Lourenço, calciatore brasiliano (Belo Horizonte, n. 1997)
- João Valido, calciatore portoghese (Setúbal, n. 2000)
- João Ferreira, calciatore portoghese (Póvoa de Varzim, n. 2001)
- João Pedro da Silva Freitas, calciatore est-timorese (Baucau, n. 2000)
- João Francisco Favaro Amaral, ex calciatore brasiliano (Orlândia, n. 1992)
- João Félix, calciatore portoghese (Viseu, n. 1999)
- João Marques, calciatore portoghese (Barreiro, n. 2002)
- Jota Silva, calciatore portoghese (Melres, n. 1999)

## G(11)
- Japa, calciatore brasiliano (n. 2004)
- João Galaz, ex calciatore portoghese (Lagos, n. 1931)
- JP Galvão, calciatore brasiliano (Rio de Janeiro, n. 2001)
- João Camacho, calciatore portoghese (Funchal, n. 1994)
- João Victor Gomes da Silva, calciatore brasiliano (Rio de Janeiro, n. 2001)
- João Laranjeira, ex calciatore portoghese (Lisbona, n. 1951)
- João Goulart, calciatore portoghese (Faial, n. 2000)
- João Pedro Guerra Cunha, calciatore portoghese (Figueira de Castelo Rodrigo, n. 1986)
- João Guilherme, ex calciatore brasiliano (Bilac, n. 1986)
- João Neves, calciatore portoghese (Tavira, n. 2004)
- João Nunes, calciatore portoghese (Setúbal, n. 1995)

## H(2)
- João Carlos Heidemann, calciatore brasiliano (Paranavaí, n. 1988)
- João Pedro Heinen Silva, calciatore brasiliano (Terra Roxa, n. 1997)

## J(5)
- João Bonde, calciatore mozambicano (Beira, n. 1997)
- João Jaquité, calciatore guineense (Bissau, n. 1996)
- João Ananias, calciatore brasiliano (Recife, n. 1991)
- João Ricardo Riedi, calciatore brasiliano (Mariano Moro, n. 1988)
- João Pedro, calciatore brasiliano (Ribeirão Preto, n. 2001)

## K(1)
- João Rafael Kapango, ex calciatore mozambicano (Maputo, n. 1975)

## L(10)
- João Leithardt Neto, calciatore brasiliano (Passo Fundo, n. 1958 - Passo Fundo, † 2015)
- Leivinha, ex calciatore brasiliano (Novo Horizonte, n. 1949)
- João Victor, calciatore brasiliano (Paulínia, n. 1999)
- João Paulo de Lima Filho, ex calciatore brasiliano (São João de Meriti, n. 1957)
- João Pedro, calciatore portoghese (n. 1951 - Lisbona, † 1981)
- João Lourenço, ex calciatore portoghese (Alcobaça, n. 1942)
- João Lucas, calciatore portoghese (Almada, n. 1996)
- João Lucas, calciatore portoghese (Caldas da Rainha, n. 1979 - Porto, † 2015)
- João Marcos, calciatore brasiliano (Araguaína, n. 2000)
- João Vitor Lima Gomes, ex calciatore brasiliano (Maceió, n. 1988)

## M(17)
- Miguel Silva, calciatore portoghese (Guimarães, n. 1995)
- João Cruz, calciatore brasiliano (San Paolo, n. 2006)
- João Magno, calciatore brasiliano (Nanuque, n. 1997)
- João Pedro Maturano dos Santos, calciatore brasiliano (Presidente Prudente, n. 1996)
- João Mawete, ex calciatore angolano (Luanda, n. 1981)
- João Sabino Mendes, calciatore portoghese (Matosinhos, n. 1994)
- Esquerdinha, calciatore brasiliano (n. 2006)
- João Marcelo, calciatore brasiliano (Rio de Janeiro, n. 2000)
- João Paulo Mior, calciatore brasiliano (Serafina Corrêa, n. 1991)
- João Miranda, ex calciatore brasiliano (Paranavaí, n. 1984)
- João Morais, calciatore portoghese (Cascais, n. 1935 - Vila do Conde, † 2010)
- João Moreira, calciatore portoghese (San Paolo, n. 2004)
- João Pedro Augusto Mourão Costa, calciatore portoghese (Lisbona, n. 2000)
- Paulinho Santos, ex calciatore portoghese (Vila do Conde, n. 1970)
- João Paulo Moreira Fernandes, calciatore capoverdiano (Ribeira Grande, n. 1998)
- João Peglow, calciatore brasiliano (Porto Alegre, n. 2002)
- João Real, ex calciatore portoghese (Covilhã, n. 1983)

## N(7)
- Fernando Baiano, ex calciatore brasiliano (San Paolo, n. 1979)
- João Mário, calciatore portoghese (Porto, n. 1993)
- João Mário Nunes Fernandes, calciatore guineense (Bissau, n. 1993)
- João Mário, calciatore portoghese (São João da Madeira, n. 2000)
- João Pedro Neves Filipe, calciatore portoghese (Lisbona, n. 1999)
- João Batista Nunes de Oliveira, ex calciatore brasiliano (Cedro de São João, n. 1954)
- João Virgínia, calciatore portoghese (Faro, n. 1999)

## O(2)
- João Gonçalves, calciatore portoghese (Matosinhos, n. 2000)
- João Ortiz, calciatore cileno (La Calera, n. 1991)

## P(14)
- João Emir Porto Pereira, calciatore brasiliano (Pelotas, n. 1989)
- João Escoval, calciatore portoghese (Lisbona, n. 1997)
- João Ricardo, ex calciatore angolano (Luanda, n. 1970)
- João Palhinha, calciatore portoghese (Lisbona, n. 1995)
- João Pica, ex calciatore portoghese (Moura, n. 1986)
- Costinha, calciatore portoghese (Coimbra, n. 1992)
- João Paulo Pereira da Silva, calciatore brasiliano (Picos, n. 1995)
- João Pedro Pereira dos Santos, calciatore brasiliano (Fortaleza, n. 1993)
- Jamba, ex calciatore angolano (Benguela, n. 1977)
- João Carlos Pinto Chaves, ex calciatore brasiliano (Realengo, n. 1982)
- João Paulo Pinto Ribeiro, ex calciatore portoghese (Porto, n. 1980)
- João Manuel Pinto Tomé, ex calciatore portoghese (Cascais, n. 1973)
- João Queirós, calciatore portoghese (Barroselas, n. 1998)
- João Pedro Pereira Silva, calciatore portoghese (Santo Tirso, n. 1990)

## Q(1)
- João Paulo Queiroz de Moraes, calciatore brasiliano (Tietê, n. 1996)

## R(12)
- João Amaral, calciatore portoghese (Vila Nova de Gaia, n. 1991)
- Manucho Barros, calciatore angolano (n. 1986)
- João Filipe, ex calciatore brasiliano (Rio de Janeiro, n. 1988)
- João Moreira, calciatore portoghese (Amadora, n. 1986)
- João Neto, calciatore brasiliano (San Paolo, n. 2003)
- João Natailton Ramos dos Santos, calciatore brasiliano (Ubatuba, n. 1988)
- João Manuel Raposo Botelho, ex calciatore portoghese (Ponta Delgada, n. 1985)
- João Pedro Reginaldo, calciatore brasiliano (Indaiatuba, n. 2003)
- João Carlos Reis Graça, calciatore portoghese (Lisbona, n. 1989)
- João Paulo Ribeiro Sovinski, calciatore brasiliano (Guarapuava, n. 2001)
- João Artur Rosa Alves, ex calciatore portoghese (Chaves, n. 1980)
- João Vigário, calciatore portoghese (Gondomar, n. 1995)

## S(22)
- João Afonso, calciatore portoghese (Castelo Branco, n. 1990)
- João Alexandre Santos Vilacova, ex calciatore portoghese (Porto, n. 1973)
- João Galo, ex calciatore portoghese (Almada, n. 1961)
- João Graça, calciatore portoghese (Matosinhos, n. 1995)
- João Victor, calciatore brasiliano (São José dos Campos, n. 1994)
- João Soares de Almeida Filho, ex calciatore brasiliano (Belo Horizonte, n. 1954)
- João Meira, ex calciatore portoghese (Setúbal, n. 1987)
- João Moutinho, calciatore portoghese (Portimão, n. 1986)
- Jony Ramos, ex calciatore saotomense (Lisbona, n. 1986)
- João Reis, calciatore portoghese (Loulé, n. 1992)
- João Evangelista Santiago Dino, calciatore brasiliano (Surubim, n. 1952 - † 2022)
- João Pedro Santos Gonçalves, ex calciatore portoghese (Beja, n. 1982)
- João Costa, calciatore portoghese (Barcelos, n. 1996)
- João Schmidt, calciatore brasiliano (San Paolo, n. 1993)
- João Rego, calciatore portoghese (Ourique, n. 2005)
- João Tiago Serrão Garcês, calciatore portoghese (Funchal, n. 1993)
- João Gabriel Silva Ferreira, ex calciatore portoghese (Mealhada, n. 1986)
- João Paulo Silva Martins, calciatore brasiliano (Dourados, n. 1995)
- Silvinho, calciatore portoghese (Lisbona, n. 2007)
- João Cardoso, ex calciatore portoghese (Sacavém, n. 1951)
- João Marcelo, calciatore brasiliano (Planura, n. 2005)
- João Pedro Sousa Silva, calciatore portoghese (Ponta Delgada, n. 1996)

## T(7)
- João Góis, calciatore portoghese (Camacha, n. 1990)
- João Tavares Almeida, calciatore portoghese (Vila Nova de Gaia, n. 1998)
- Tavares da Silva, calciatore, allenatore di calcio e giornalista portoghese (Estarreja, n. 1903 - † 1958)
- João Mendes, calciatore portoghese (Marco de Canaveses, n. 2000)
- João Tomás, ex calciatore portoghese (Oliveira do Bairro, n. 1975)
- Alemão, calciatore brasiliano (Franca, n. 2002)
- João Traquina, calciatore portoghese (Alcobaça, n. 1988)

## V(8)
- Da Silva, calciatore brasiliano (Goiânia, n. 2001)
- João Duarte Pereira, ex calciatore portoghese (n. 1990)
- João Pinto, ex calciatore portoghese (Porto, n. 1971)
- João Carlos Teixeira, calciatore portoghese (Braga, n. 1993)
- João Batista Viana dos Santos, ex calciatore brasiliano (Uberlândia, n. 1961)
- João Victor, calciatore brasiliano (Olinda, n. 1988)
- Pepê, calciatore brasiliano (Rio de Janeiro, n. 1998)
- João Vilela, ex calciatore portoghese (Lisbona, n. 1985)

## X(2)
- João Miguel, calciatore portoghese (Maia, n. 1993)
- João Vitor Xavier de Almeida, calciatore brasiliano (Mococa, n. 2000)